# Rode kroongors
De rode kroongors (Coryphospingus cucullatus) is een zangvogel uit de familie Thraupidae (tangaren).

## Verspreiding en leefgebied
Deze soort telt 3 ondersoorten:
- C. c. cucullatus: de Guyana's en noordoostelijk Brazilië.
- C. c. rubescens: centraal en zuidelijk Brazilië, oostelijk Paraguay, noordoostelijk Argentinië en Uruguay.
- C. c. fargoi: zuidelijk Ecuador, Peru, Bolivia, westelijk Paraguay en noordelijk Argentinië.